# Pastviny (Moldava)
Pastviny (německy Grünwald) je název zaniklé obce v Krušných horách, která se nacházela nedaleko Moldavy v okrese Teplice na odbočce cesty z Oldříše na Vilejšov. S Moldavou byly Pastviny také spojené stezkou k celnici na Žebráckém rohu na hranici se saským městem Holzhau.

## Historie
První písemná zmínka o vsi pochází z roku 1408 z duchcovské městské knihy, kdy patřila k panství pánů z Rýzmburka. Podle berní ruly z roku 1654 patřily pastviny k panství Libčeves a tehdy měly 20 usedlých sedláků a 4 chalupníky. Tereziánský katastr říká, že majitelem vsi byl Ferdinand z Lobkovic a bylo zde 18 hospodářů, řezník, švec, kovář a obyvatelstvo německé národnosti. V roce 1869 bylo v Pastvinách 401 obyvatel v 78 domech, roku 1885 zde žilo 392 obyvatel v 70 domech, roku 1928 měla obec 320 obyvatel na 58 domů.

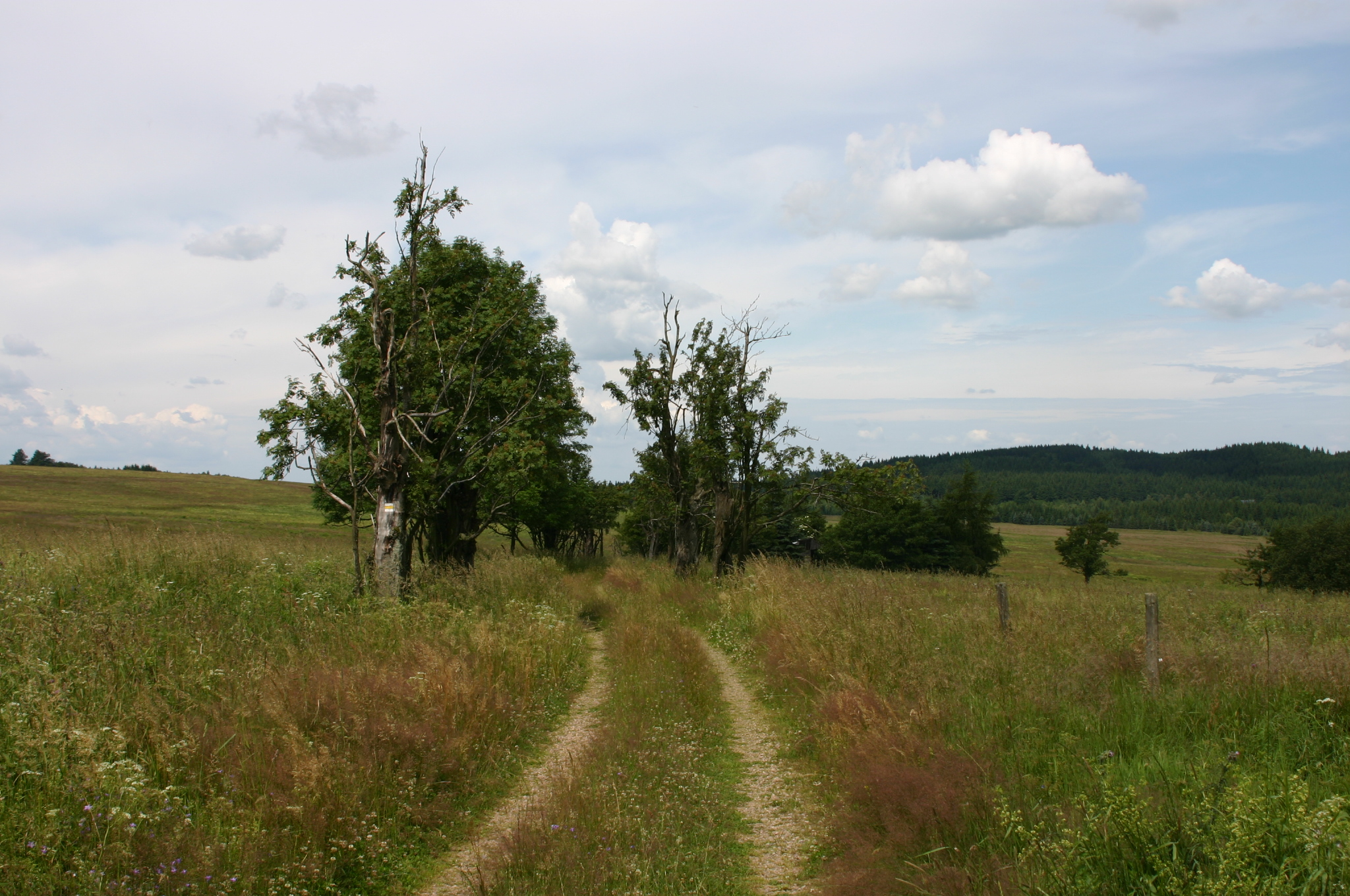
Cesta z Pastvin na Žebrácký roh

Pastviny byly do roku 1873 osadou obce Moldava a pak se osamostatnily. Farnost byla stále na Moldavě a pošta v 6 km vzdáleném Mikulově. Školu měly původně jednotřídní, kam chodilo v průměru 70 žáků, před 1. světovou válkou byla rozšířena na třídy dvě s celkovým počtem 75 žáků.
Lidé se zabývali zemědělstvím, polním hospodářstvím, domácí výrobou výrobků ze slámy, byla tu pila, dva mlýny, celní a finanční stanice. V okolí Pastvin jsou rozsáhlá rašeliniště se zvláštní flórou, v minulém století se rašelina těžila a využívala se jako topivo, stelivo, balil se do ní porcelán nebo sklo, apod. Obyvatelé Pastvin pracovali na těžbě rašeliny, která se zpracovávala v lobkovické továrně u Nového Města. Další nacházeli obživu v lobkovických lesích; dřevo se vyváželo do Saska.
Obyvatelé byli především německé národnosti. V roce 1947 je uváděn pouze jeden Čech na 73 Němců. Po odsunu byly Pastviny částečně dosídleny a jako osada připojeny k Moldavě. V roce 1948 je uváděno pouhých 17 obyvatel na 64 domů. Postupně se však ves vylidnila a domy byly v 50. letech srovnány se zemí. Dnes je v místě bývalé osady pouze rozsáhlá louka s rybníkem u hranic s Německem.

## Obyvatelstvo
|           | 1869 | 1880 | 1890 | 1900 | 1910 | 1921 | 1930 | 1950 |
| --------- | ---- | ---- | ---- | ---- | ---- | ---- | ---- | ---- |
| Obyvatelé | 401  | 392  | 347  | 324  | 339  | 336  | 296  | 15   |
| Domy      | 78   | 78   | 64   | 60   | 59   | 58   | 58   | 36   |

## Rodáci
V Pastvinách se 18. května 1744 narodil Josef Beer, první[zdroj?] sólový hráč na klarinet v Evropě. Byl koncertním mistrem dvorní opery v Berlíně, kde také v roce 1811 zemřel.